# Полуденный
Полуденный —поселок в Ершовском районе Саратовской области. Входит в состав городского поселения Муниципальное образование город Ершов. 

## География
Находится на расстоянии примерно 7 километров по прямой на север от районного центра города Ершов.

## История
Официальная дата основания 1932 год. Однако, по другим данным, он существовал ещё до 1919 года, с 1919 по 1930 назывался поселок им.Яковлева, с 1930 им.Ежова, далее «Двадцать пятое», отделение №1 Ершовского совхоза. Нынешнее название носит с 1994 года.

## Население
Постоянное население составило 391 человек (русские 63%) в 2002 году, 296 в 2010.